# Petrus von Narbonne
 Petrus von Narbonne (auch: Pierre de Narbonne) ist ein Heiliger der römisch-katholischen Kirche und wurde in Frankreich geboren. Ein Geburtsdatum ist nicht bekannt († 14. November 1391 in Jerusalem). Er trat bereits in jungen Jahren dem  Franziskanischen Orden in der Provence bei, war Priester des Franziskanerordens und ein Missionar. Sein pastorales Wirken widmete er besonders der Missionierung und der Bekehrung zum Christentum.

## Leben
Auch über das Leben des Petrus von Narbonne ist wenig bekannt. Er soll der Bewegung der Observanten, die unter Pauluccio von Trinci in Umbrien um 1368 begann, nahegestanden sein und dieser Rückkehr zur Einfachheit und den ursprünglichen Ordensregeln soll auch seine Motivation für das Leben im Heiligen Land gewesen sein. Petrus von Narbonne wurde im Heiligen Land schließlich mit anderen Mitbrüdern von Nikola Tavelić davon überzeugt, den Muslimen offen zu predigen, obwohl ein solcher Versuch der Bekehrung zum christlichen Glauben zu dieser Zeit im Heiligen Land mit dem Tode bedroht war.
Petrus von Narbonne trat mit Einverständnis des Guardian Gerard Chalvet zusammen mit seinen franziskanischen Mitbrüdern Stephan von Cuneo, Deodatus von Ruticinium und Nikola Tavelić am 11. November 1391 vor den Qādī von Jerusalem, mit der Absicht, die Erlaubnis einzuholen, in der Omar-Moschee bzw. im Felsendom in Jerusalem predigen zu dürfen. Ihr Ansinnen soll das Volk empört haben und sie wurden von der Menge verprügelt, dann verhaftet und in den Kerker geworfen und anschließend zum Tode verurteilt. Am 14. November 1391 erlitten sie in Jerusalem den Märtyrertod durch Enthauptung mit dem Schwert. Sie wurden vor dem Jaffa-Tor in Jerusalem in Stücke gerissen und verbrannt.
Der hl. Petrus von Narbonne und seine Gefährten wurden 1889 seliggesprochen und schließlich am 21. Juni 1970 von Papst Paul VI. heiliggesprochen. Die Heiligsprechung verzögerte sich u. a., weil nicht klar war, ob das Martyrium gültig sei, weil die Märtyrer dieses selbst verursacht hätten.
Der Gedenktag der vier Märtyrer wird am 14. November begangen.